# Grå eminence
En grå eminence (fransk: Éminence grise) er en betegnelse for en indflydelsesrig, men uofficiel rådgiver eller beslutningstager.
Betegnelsen blev oprindeligt anvendt om kapucinermunken François Leclerc du Tremblay (1577-1638), der var politisk rådgiver og højre hånd for Kardinal Richelieu, der blev tituleret eminence. Munkene bar en grå klædedragt; deraf tilnavnet grå eminence. 